# 夏德义
夏德义（1919年—1993年），男，安徽金寨人，中华人民共和国政治人物，曾任安徽省人大常委会副主任，第五届全国人大代表。